# واکنش هونسدیکر
واکنش هونسدیکر (به آلمانی: Hunsdiecker-Reaktion) یک واکنش شیمیایی در شیمی آلی است که طی آن نمک نقره یک کربوکسیلیک اسید با هالوژن‌ها واکنش داده و یک هالید آلی ایجاد می‌کند.این واکنش نمونه‌ای از واکنش‌های هالوژناسیون است.همچنین این واکنش به افتخار شیمیدان روس الکساندر برودین،واکنش برودین نیز نامیده می‌شود. 